# La Classe américaine
Pour plus de détails, voir Fiche technique et Distribution.
La Classe américaine : Le Grand Détournement, ou simplement La Classe américaine, est un téléfilm français écrit et réalisé par Michel Hazanavicius et Dominique Mézerette, diffusé pour la première fois en 1993. Il s'agit du troisième et dernier volet d'une série de téléfilms intitulée Le Grand Détournement diffusé le 31 décembre 1993, sur Canal+.
Le film est un mashup (mélange d'images d'archives) composé d'extraits de films de la Warner Bros. réalisés entre 1952 et 1980, ainsi que d'un bref extrait d'un épisode de la série télévisée française Maigret de 1992, tous ces extraits étant montés et doublés afin de créer un film inédit.
Le film est une parodie qui réinterprète les scènes et dialogues des acteurs des films qu'il utilise, formant ainsi des situations loufoques et permettant de suivre une histoire au ton délirant et comique.

## Synopsis
Au cours d’un orage au large de l'atoll de Pom Pom Galli dans « l'Ocean South Pacific » (prononcé « océan soute pacifique »), le capitaine de marine américain George Abitbol (John Wayne), officiellement nommé « l’homme le plus classe du monde », meurt en prononçant dans un dernier souffle la phrase « Monde de merde ».
Les journalistes Dave (Paul Newman), Peter (prononcé « Pétère », Dustin Hoffman) et Steven (prononcé « Stévène », Robert Redford), chargés d’écrire un article sur Abitbol, décident d’enquêter pour comprendre le sens de ses dernières paroles. Ils interrogent pour cela de nombreuses personnes qui l’ont connu, aimé ou haï.
Dans une séquence apparait Orson Welles, qui fait savoir aux spectateurs du film qu'il désapprouve le scénario (car celui-ci reprend celui de son film Citizen Kane) mais il est peu après tué, disant dans un dernier souffle « Rosebud », avant que le film ne reprenne.
Au cours de plusieurs anecdotes de jeunesse racontées lors de flashbacks, est montrée l'amitié intime d'Abitbol avec le cow-boy Dino (Dean Martin). Mais cette belle amitié était menacée par les troubles de l’humeur de George. En effet celui-ci, ne supportant pas la vie rurale au « Tegzas », faisait souvent preuve d’une extrême violence sans avoir été provoqué.
Dave révèle alors à ses collègues que, contrairement à ce que l’on croyait, George a été assassiné. Le mystère s’épaissit, tandis que les journalistes orientent leur enquête vers une affaire criminelle. Diverses méthodes de journalisme d’investigation sont alors explorées, avec notamment l’usage de déguisements et du « journalisme total », qui pousse Steven à traverser tout le pays à pied, en passant par l’Alaska, pour interroger un témoin.
Peter s’entretient ensuite avec le coquet gastronome hispanophone José (Burt Lancaster). Ce dernier entretenait une rivalité avec George portant sur « la classe », afin de savoir lequel des deux en avait le plus. Cette rivalité avait mis fin à leur amitié peu avant la mort d'Abitbol. Malgré cela, José est visiblement peiné d’évoquer les souvenirs de son ancien ami. Les journalistes font ensuite plusieurs rencontres qui ne font pas avancer l’enquête, notamment avec un homme qui ne se souvient pas, une vachette, une croix en bois, un enfant de cinq ans, un témoin professionnel qui déforme la vérité, une fille en bikini, un fan d’hélicoptères ou un acteur.
Peu après, Peter découvre que George a menti à propos d’une liaison qu’il aurait eue dans sa jeunesse avec la barmaid Jacqueline (Angie Dickinson), celle-ci affirmant n’avoir jamais cédé à ses avances. Dave rencontre ensuite Yves (Robert Mitchum), qui prétend n'avoir jamais rencontré George, puis qui fait battre Dave par son homme de main après l’avoir mis sur la piste de Joël Hammond, ce dernier entretenant une rivalité intellectuelle avec George. Dans le même temps, Steven se rend chez le fils de Joël, le professeur Hammond (James Franciscus). Hammond lui fait part d’une bataille menée avec George contre des animaux préhistoriques « partouzeurs de droite », mais révèle à Steven que Joël est mort et qu'il ne s’était jamais impliqué dans des affaires dangereuses.
Peter a rendez-vous avec Christelle (Lauren Bacall), une ancienne maîtresse de George. Elle lui révèle qu’Yves avait en fait bien rencontré George, puisqu’il était l’ancien petit ami de Christelle et que, jaloux, Yves avait à l’époque menacé de tuer George tôt ou tard. Alors que l’enquête touche à sa fin et que les journalistes ont trouvé le meurtrier (Yves) et son mobile (Christelle), il est révélé que George Abitbol a en fait survécu et qu’il est revenu pour se venger. George obtient peu après l’adresse d’Yves et se présente chez lui. Mais, au lieu de se venger, George obtient des excuses de la part d’Yves et, peu après, les deux couchent vraisemblablement ensemble.
Steven et Peter font la connaissance de madame Soso (Penny Fuller), qui veut bien coucher avec eux et mettre un terme à leurs longs efforts pour se rendre célèbres et « niquer les gonzesses ». Pendant ce temps, Dave, parti chercher George en voiture, écoute celui-ci lui expliquer le sens véritable de sa phrase « Monde de merde » : un cri de révolte à l’encontre de l’injustice qu’il voit partout. Alors que Dave conduit distraitement, ils sont tous victimes d’un grave accident. George dit alors à nouveau sa fameuse phrase et Dave la répète après lui.

## Fiche technique
- Réalisation : Michel Hazanavicius et Dominique Mézerette
- Scénario : Michel Hazanavicius et Dominique Mézerette[5]
- Musique : Laurent Petitgirard
- Montage : Jean-Michel Kuess et Guy Rondi
- Bruitage : Philippe Penot
- Mixage :  Claude Gazeau
- Production : Ève Vercel, Robert Nador et Michel Lecourt[5]
- Sociétés de production : Dune, Canal+
- Pays de production :  France
- Langue originale : français
- Genre : comédie policière, détournement d'images
- Format : 1.85 - couleurs - son Dolby
- Durée : 70 minutes
- Date de première diffusion : 31 décembre 1993 à 20 h 35 sur Canal+[5],[6],[3],[7],[8]

## Distribution

### Images d'archives
Les noms des personnages sont associés à des acteurs et actrices n'ayant pas joué pour La Classe américaine, qui utilise ainsi des plans provenant d'extraits de films préexistants. Les voix sont doublées par des interprètes français (voir la section « Doublage »)
- John Wayne (voix : Raymond Loyer) : George Abitbol
- Dustin Hoffman (voix : Jean-Claude Montalban) : Peter
- Martin Balsam (voix : Jean-Claude Montalban) : Callaghan
- Gary Grimes (voix : Jean-Claude Montalban) : un ami de George
- Jan-Michael Vincent (voix : Jean-Claude Montalban) : le fan d'hélicoptère
- Stuart Whitman (voix : Jean-Claude Montalban) : un homme du futur
- Robert Redford (voix : Patrick Guillemin) : Steven
- Paul Newman (voix : Patrick Guillemin) : Dave
- Burt Lancaster (voix : Marc Cassot) : José
- James Stewart (voix : Marc Cassot) : Jacques
- Orson Welles (voix : Marc Cassot) : lui-même
- Jason Robards (voix : Marc Cassot) : le patron du journal
- Ernest Borgnine (voix : Marc Cassot) : Ernest
- Robert Mitchum (voix : Marc Cassot) : Yves
- James Franciscus (voix : Joël Martineau) : le professeur Hammond, fils de Joël
- Dean Martin (voix : Joël Martineau) : Dino
- Charles Bronson (voix : Joël Martineau) : le chef indien
- Henry Fonda (voix : Roger Rudel) : Hugues
- Frank Sinatra (voix : Roger Rudel) : Franky
- Spencer Tracy (voix : Roger Rudel) : le témoin professionnel
- Randolph Scott (voix : Roger Rudel) : Joël Hammond
- Clark Gable (voix : Roger Rudel) : l'acteur
- Yvonne De Carlo (voix : Christine Delaroche) : la femme de l'acteur
- Lana Turner (voix : Christine Delaroche) : Isabelle
- Lauren Bacall (voix : Christine Delaroche) : Christelle
- Ricky Nelson (voix : Jean-Yves Lafesse) : un ami de George
- Walter Brennan (voix : Jean-Yves Lafesse) : Stumpy
- Ned Beatty (voix : Marc François) : Frédéric
- Angie Dickinson (voix : Evelyne Grandjean) : Jacqueline
- Antonio Fargas (voix : Marc François) : Huggy-Les-Bons-Tuyaux
- Slim Pickens (voix : Alain Chabat) : Gorge profonde
- Jacqueline Bisset : la femme de l'hélicoptère
- Burgess Meredith : l'homme de l'hélicoptère
- Jack Warden : un journaliste
- Akim Tamiroff (voix : Gérard Rouzier) : l'ami de Dino
- Pamela Tiffin : la fille en bikini
- Russell Evans (voix : Jean-Éric Bielle) : Julien Lepers
- Donald Sutherland : le tueur à gage (qui tire sur Orson Welles)
- Elvis Presley : le « putain d'énergumène »  [sic]

### Doublage
Le téléfilm a connu d'autant plus de succès que les comédiens de doublage sont ceux qui font les voix françaises habituelles des acteurs dans les originaux. Ainsi, le film compte la participation de Marc Cassot (voix officielle de Paul Newman après la disparition de Marcel Bozzuffi) et de Raymond Loyer (voix de John Wayne) pour le doublage de deux des acteurs principaux du film,,,.
Liste des comédiens ayant participé au doublage en version française :
- Voix féminines :
  - Christine Delaroche
  - Evelyne Grandjean : la voix de la standardiste du Pr Hammond et de Sophie
- Voix masculines :
  - Marc Cassot
  - Patrick Guillemin
  - Raymond Loyer : le narrateur lisant l'avertissement en début du film.
  - Joël Martineau
  - Jean-Claude Montalban
  - Roger Rudel
  - Gérard Rouzier
- Seconds rôles :
  - Jean-Éric Bielle : la voix de « Julien Lepers »
  - Marc François
  - Michel Hazanavicius
- Avec la participation de : 
  - Lionel Abelanski
  - Alain Chabat : la voix de « Gorge profonde », V12 (« Travers-de-porcs-sel-poivre »),
  - Dominique Farrugia : la voix de l'ami de Huggy-Les-Bons-Tuyaux
  - Serge Hazanavicius
  - Jean-Yves Lafesse : la voix du personnage qui amène de la dynamite à George Abitbol

## Genèse
En 1992, à l'occasion de la journée de la télévision sur Canal+, le producteur Robert Nador souhaite produire un film composé uniquement d'images d'archives, et contacte en premier lieu Alain Chabat. S'il décline la proposition par manque de temps, Chabat ne manque pas de lui recommander Michel Hazanavicius avec qui il travaille dans l'émission Les Nuls, l'émission, plus précisément dans le détournement de vidéos. Le producteur accepte et le met en relation avec Dominique Mézerette ; ensemble, ils réalisent deux premiers détournements, intitulés Derrick contre Superman et Ça détourne,,,.
En 1993, à l'occasion des cent ans du cinéma et des soixante-dix ans de la Warner Bros., celle-ci délivre à Canal+ l'autorisation exceptionnelle d'utiliser les extraits de son catalogue (environ 3 000 titres). Le but officiel était de permettre de monter un petit film promotionnel, avec néanmoins quelques recommandations : ne toucher, entre autres, ni à Clint Eastwood ni à Stanley Kubrick,,,. Robert Nador propose alors au duo Hazanavicius/Mézerette de réaliser ce défi, avec pour objectif une diffusion en salle de cinéma,.

## Production
Durant quatre mois, Michel Hazanavicius et Dominique Mézerette consacrent leurs journées à visionner les classiques de la Warner sans le son, ne sélectionnant les passages qu'en fonction de ce qu'ils interprètent en lisant sur les lèvres des personnages à l'écran. En résulte une sélection d'extraits totalement différents les uns des autres, se jouant sur des époques différentes (du far-west jusqu'aux années 1980), ce qui rend difficile l'élaboration d'une trame narrative cohérente.

Michel Hazanavicius explique leur processus d'écriture : 

« On savait que le film était programmé pour le jour de Noël et il fallait qu'on trouve un scénario. On a donc étalé toutes nos notes par terre, chez moi. Sur deux pièces y'avait des trucs partout […]. On a choisi de copier la trame de Citizen Kane, une construction en escargot, avec des flash-backs qui racontent la vie d'un homme. Avec le catalogue Warner, on avait plein de séquences dans lesquelles jouaient de grands acteurs. On a pensé au mythe John Wayne. La classe,,. »

On observe ainsi tout au long du film de nombreuses références à Citizen Kane :
- le réemploi d'une ligne de dialogue (« Si c'est une femme, je veux savoir quelle femme. Si c'est un cheval, je veux savoir dans quelle course ! ») ;
- le nom restaurant El Rancho renvoie à la localité où habite une des proches de Charles Foster Kane ;
- enfin, au début du film, Orson Welles se permet : « […] d'interrompre ce flim parce qu’on se fout un peu de ma gueule. C’est du vol et du plagiat. J’aime pas trop les voleurs et les fils de pute ». À la suite de quoi, il se fait tirer dessus et meurt en disant « Rosebud », tout comme son héros dans Citizen Kane[12].

Pour le scénario et la mise en forme, les auteurs s'inspirent des détournements cinématographiques du mouvement situationniste. Les auteurs citent entre autres le travail de Guy Debord ou bien La dialectique peut-elle casser des briques ? de René Viénet, dont le mélange entre humour et politique va grandement influencer le travail des deux auteurs,,,.
Ils réussissent le tour de force de réaliser un long métrage complet, en s'adjoignant les services des authentiques comédiens de doublage de l'époque des personnages détournés : la voix de Raymond Loyer, l'acteur de doublage attitré de John Wayne et celle de Roger Rudel, la voix familière de Kirk Douglas et Richard Widmark entre autres.

## Films utilisés
La Classe américaine utilise les extraits des films suivants :
- Le Corsaire rouge (1952)
- Le Miracle de Fatima (1952)
- Les Conquérants de Carson City (1952)
- L'Aigle solitaire (1954)
- Le Cavalier traqué (1954)
- L'Allée sanglante (1955)
- Le Renard des océans (1955)
- La Prisonnière du désert (1956)
- Le Tour du monde en quatre-vingts jours (1956)
- L'Esclave libre (1957)
- Le Vieil Homme et la Mer (1958)
- Le Courrier de l'or (1959)
- La police fédérale enquête (1959)
- Rio Bravo (1959)
- L'Inconnu de Las Vegas (1960)
- Quatre du Texas (1963)
- Massacre pour un fauve (1963)
- La Bataille des Ardennes (1965)
- Détective privé (1966)
- Le Privé (1966)
- Le Lauréat (1967)
- Bullitt (1968)
- Les Cinq Hors-la-loi (1968)
- L'Arrangement (1969)
- Charro! (1969)
- Un homme fait la loi (1969)
- La Vallée de Gwangi (1969)
- Attaque au Cheyenne Club (1970)
- Chisum (1970)
- Le Reptile (1970)
- Commencez la révolution sans nous (1970)
- La Cité sous la mer (1971)
- Votez McKay (1972)
- Délivrance (1972)
- Jeremiah Johnson (1972)
- Juge et Hors-la-loi (1972)
- Les Voleurs de trains (1973)
- Les Cordes de la potence (1973)
- Les Cowboys (1973)
- Complot à Dallas (1973)
- Dynamite Jones (1973)
- La Tour infernale (1974)
- Les Anges gardiens (1974)
- Un silencieux au bout du canon (1974)
- Les Hommes du président (1976)
- La Fureur du danger (1978)
- Le Récidiviste (1978)
- Le Dernier Secret du Poseidon (1979)
- Mad Max (1979)
- Le Jour de la fin du Monde (1980)

Ainsi que l’épisode de la série Maigret (1992), « Maigret et les plaisirs de la nuit ».

## Diffusion et commercialisation

### Diffusions officielles
La Classe américaine est diffusée pour la première fois sur la chaîne Canal+ le 31 décembre 1993,,. Pour des raisons de droits d'auteurs, la Warner n'autorise qu'une seule diffusion. Michel Hazanavicius livre également une autre explication : « Quand les dirigeants ont vu notre truc, qui n'était pas du tout un hommage au cinéma, mais un truc de sagouin, ils se sont dit : "On s'est engagé, c'est bien, on l'a fait. Maintenant, on le diffuse une fois, et après on met les bandes sous clé." »
Toutefois, de nombreuses copies sur cassette VHS vont être effectuées : tout d'abord par les auteurs eux-mêmes, par des téléspectateurs mais également par des employés de Canal+. Le film va commencer à circuler, grâce au bouche à oreille et progressivement se créer une réputation de film culte,,,,.
Une seconde diffusion télévisée a lieu en 2004 sur la chaîne Festival (devenue depuis France 4), à la mort du producteur Robert Nador,.
Le 11 avril 2009, le film est officiellement projeté sur grand écran au centre Georges-Pompidou lors du festival Hors Pistes en présence des deux auteurs,,,,, puis le 24 novembre 2014 lors de la première édition du festival TMC.
Le 14 juillet 2019 au Forum des Images de Paris à l'occasion de la soirée de clôture de la « Colo Panic! X Chroma » en présence de Michel Hazanavicius.
Le 25 mars 2022 le pôle cinéma de la médiathèque de La Madeleine, près de Lille, organise pour 200 spectateurs une rencontre autour du livre "La classe américaine" publié aux éditions Allary, accompagnée de la projection du film, en présence de Michel Hazanavicius, Guillaume Allary (éditeur du livre) et David Rault (graphiste du livre).
En octobre 2023 le film est projeté à plusieurs reprises dans le cadre du Festival Lumière 2023.

### Seconde vie sur Internet
La Classe américaine ne connaît aucune commercialisation sous VHS ou DVD, du fait de la complexité de redistribution et du montant élevé des droits d'auteurs,. Dominique Mézerette explique : « Avec ce film, nous n'avons pas fait un rond. Canal, non plus. La Warner, non plus. Tout le monde s'est retrouvé marron. Je crois qu'à l'arrivée les seuls qui ont fait un peu d'argent, ce sont les marchands de tee-shirts qui imprimaient des répliques dessus. »
Le téléfilm connaît néanmoins une nouvelle jeunesse grâce à une version numérisée qui circule sur Internet, faite en 2008-2009 dans les studios de la rue Cognacq-Jay à Paris par des techniciens de production passionnés, à partir de la Betacam originale. Le film bénéficie alors d'une plus grande notoriété.
Selon Michel Hazanavicius : « C'est un exemple unique de film qui n'est pas une marchandise, il n'a pas à se vendre, il se transmet par enthousiasme. »
Dès 2002, une restauration en haute définition du film est entreprise à l'initiative d'un fan, Sam Hocevar, qui se procure une grande majorité des films utilisés pour le détournement dans des éditions DVD de meilleure qualité que les versions qui circulaient sur Internet. Avec l'approbation des auteurs, et après un fastidieux processus de montage et de recherche, c'est finalement en 2011 que la quasi-intégralité des plans a pu être identifiée et récupérée sur des versions numériques,,,.

### Adaptation en livre
En mai 2020, les dialogues complets du film sont publiés par Michel Hazanavicius chez Allary Editions,,,. Le livre est un pastiche des Classiques Larousse des années 1980. Il comporte un véritable appareil critique coécrit par Alain Véquaud, professeur agrégé de lettres et Michel Hazanavicius (sous le pseudonyme de Raymond Fucre), qui réalise également les illustrations originales de l'ouvrage. Les notes de bas de pages, sous le ton de l'humour et autodérision, sont signées par l'équipe d'auteurs du jeu télévisé Burger Quiz,,.

## Le triptyqueLe Grand Détournement
La Classe américaine est le troisième volet de la série Le Grand Détournement, réalisée par la même équipe et diffusé sur Canal+ :

### Derrick contre Superman(septembre 1992)
(ou Eine grosse Fünf qui signifie « Une grande Cinq »)
Diffusé dans le cadre de La journée de la télé (ou Dimanche télé) le 6 septembre 1992 sur Canal+.
- Conçu et réalisé par Michel Hazanavicius et Dominique Mézerette.
- Produit par Ève Vercel et Robert Nador.
- 16 minutes, couleurs, Dune/Canal+.
- Avec Horst Tappert, Roger Hanin, Roger Moore, David Soul, etc.
- Voix de Patrick Burgel et Évelyne Grandjean

1992 : la chaîne de télévision La Cinq disparaît tragiquement, Derrick essaye de la sauver en contactant des héros tels que le capitaine Kirk, Starsky et Hutch, Navarro. Mais ses plans sont contrecarrés par Superman, aidé par Numéro 6 (en référence à la chaîne de télévision M6) et Roger Moore, qui le met hors d'état de nuire.

### Ça détourne(décembre 1992)
(ou Le Triomphe de Bali Balo, ou La Splendeur de la honte, ou L'Invasion des pervers polymorphes, ou Le Lapin connaît la musique)
- Écrit et réalisé par Michel Hazanavicius, Daniel Lambert et Dominique Mézerette.
- Produit par Ève Vercel, Robert Nador et Michel Lecourt.
- 39 minutes, couleurs, Canal+/DUNE/Warner Bros Télévision.

Ce film mêle des séquences originales de Valérie Payet et Philippe Dana à des extraits redoublés de dessins animés avec Bugs Bunny, Daffy Duck, ainsi que de films avec Steve McQueen, Burt Lancaster, Jack Nicholson, Jean Gabin, etc.

## Dans la culture populaire

### Cinéma, télévision, radio
La phrase « Le train de tes injures roule sur les rails de mon indifférence », citée dans le film, est tirée et adaptée de la chanson Le petit Tortillard de Plastic Bertrand. Cette réplique est reprise en 1999 dans la série animée South Park, dans l’épisode « Les Comptines du singe batteur ». En 2012, la version française de l'épisode « Le Hapa Loa de Butters » de cette même série y inclut les citations « Ça doit être les burgers » et « On va manger des chips », tirées du film.
Dans la saison 2 de l'anime Gundam 00 (2007), le personnage de Nena Trinity meurt en disant : « Monde de merde » dans la version sous-titrée française.
Le générique de fin du film Fatal (2010) comprend un clip parodique où le personnage de Chris Prolls propose de tourner « un flim ».
Dans l'épisode 65 de la série Bref (2012), le personnage principal cite la phrase « Tu sais donc pas que c'est pas bien d'être raciste ? » quand lui et son ami Charles échangent des répliques de films.
Dans l’anime Great Teacher Onizuka (épisode 22), le personnage d'Onizuka dit : « Ouais j’ai la classe, j’ai la classe américaine ! ».

### Musique
La chanson Groovambar du groupe Le Peuple de l'herbe (album Triple Zéro, 2000) reprend l'introduction : « Et maintenant un petit peu de musique avec Alain Souchon... Oh non pas lui ! ».
Le groupe 10 Rue D'La Madeleine a une chanson nommée La classe américaine (album Sur les Murs, 2006). Elle démarre par un extrait du film : « Messieurs, permettez-moi de vous souhaiter la bienvenue. D'ailleurs il faut pas rester debout, asseyez-vous, mettez vous à l'aise. » Le groupe Joe La Mouk sample également cet extrait dans son morceau J'habite dans le beat (album Un Recueil de Merdes, 2007) ; le groupe a également réalisé des détournements de films.
Dans l'introduction de la chanson Tant d'Argent dans le Monde de La Ruda (2007), on entend George Abitbol prononcer sa célèbre phrase « Ah... Monde de merde... ».

### Jeux vidéo
Dans The Legend of Zelda: Twilight Princess (2006), est cité : « Il est déjà 9 heures là ? » et « Hé ! Mais j'te reconnais toi ! Ouais, je suis sûr que je te reconnais ! ». 
Dans The Legend of Zelda: Phantom Hourglass (2007), Linebeck dit : « La pluie de tes sarcasmes coule sur la toile cirée de mon indifférence ». 
Dans Grand Theft Auto IV (2008) : « On va manger des chips ! T'entends ? Des chips ! » (sous-titres d'une cinématique de la mission Wrong is Right). 
Dans World of Warcraft: Wrath of the Lich King (2008), est cité : « Ça doit être les burgers ». 
Dans Grand Theft Auto: Chinatown Wars (2009), on entend la ligne de dialogue : « – Peut-être, mais moi, j'ai la classe ! – Moi aussi j'ai vu ce flim, abruti. "Le train de tes injures roule sur les rails de mon indifférence". Balance le matos. » (sous-titres d'une cinématique de la mission « Missed the boat? »). 
Dans League of Legends (2009) l'un des personnages, Draven, dit : « Je suis le roi de la classe, l'homme trop bien sapé ». 
Dans Battlefield: Bad Company 2 (2010) ; dans le mode solo, à la fin de la mission : « Plus de ouiches lorraines ». 
Dans Red Dead Redemption (2010), « L'homme le plus classe du monde » est le nom d'un trophée ; il est aussi fait référence aux « animaux préhistoriques partouzeurs de droite » dans un des journaux achetables au cours du jeu (article « Homme ou Singe ») : « Il y a des millions d'années, l'Ouest était le terrain de chasse des plus grands des animaux : des reptiles géants hauts de douze mètres et dotés de plus de mille dents, plus enclins à l'amour à plusieurs, votant à droite ».
Dans Final Fantasy XIV: A Realm Reborn (2010), une quête se nomme « L'homme le plus classe du monde ».
Dans Hydro Thunder Hurricane (2010), l'un des pilotes de hors-bord dirigés par l'intelligence artificielle a pour nom George Abitbol.
Dans L.A. Noire (2011), le sous-titre dans l'affaire en contenu téléchargeable « La cité sans voile » (« The Naked City ») est « Sexe plus histoires de cul égalent meurtre » ; une mission secondaire s'appelle également « La ferme ? Quelle ferme ? » (« The Blue Line »).
Dans Portal 2 (2011), dans le combat final (Verity Fact Core), est dit : « Selon des algorithmes très évolués, le nom le plus classe du monde est Abitbol ».
Dans la version française de Payday 2 (2013), différents trophées sont des références à des répliques du film :
- pour avoir complété le braquage « Election Day » dans la difficulté « Overkill » ou dans une difficulté supérieure, on obtient : « Si on réfléchit bien, moi je suis un vrai démocrate ! » ;
- en récupérant une étoile de shérif dans le braquage « Ranch texan », on obtient : « C'est un groupe, ils étaient number one » ; en écrasant 100 ennemis avec une des voiturettes de golf présentes, on obtient : « J'aime pas comme tu conduis, je sais pas, j'ai pas confiance » ; en terminant le braquage en difficulté « Chaotique » ou supérieure, on obtient : « Puisque je vois qu'on peut pas discuter » ;
- en utilisant l'étoile de « Ranch texan » dans le braquage « Plaque tournante », on obtient « Regarde mes mains, saloperie » ;
- en ouvrant un coffre-fort et en y trouvant des plans dans le braquage « Brut en blanc », au moyen de la clé USB trouvée dans « Plaque tournante », on obtient : « Bon, moi j'y vais, merci pour les pin's » ;
- en utilisant des plans pour trouver un trésor dans le braquage « Choc pétrolier », on obtient : « Comme on dit chez nous, "L'chaim" ! ». Ce trophée permet d'obtenir une tenue nommée « Grands détournements ».

Dans Watch Dogs (2014), le scanner des passants révèle que l'un d'entre eux est un « partouzeur de droite ».
Dans Fallout 4 (2015), une des missions s'appelle « Le train de tes injures... ».
Dans Marvel's Spider-Man (2018), un des trophées du jeu en version française s'appelle « Trop bien sapé ».
Dans Fallout 76 (2018), lors de la sélection d'équipement du personnage, les dialogues font références aux répliques « ...ça fait tellement has been » et « Ne confondez pas classe et coquetterie ».

### Autres références
La plupart des vidéastes « détourneurs » comme Mozinor ont commencé leur activité après avoir vu le Grand Détournement. On peut d'ailleurs entendre des citations de La Classe Américaine dans plusieurs détournements de Mozinor, notamment la citation « Monde de merde ».
Dans la vidéo « The Witcher 3 ft. le Fossoyeur - Hard Corner » du vidéaste Benzaie, le personnage interprété par François Theurel prépare des « "ouiches" lorraines », comme dans le film.
L'émission de jeu de rôle sur table La Bonne Auberge (depuis 2020) créée par Lucien Maine et diffusée sur Twitch, est une référence directe au film.
La réplique d'Orson Welles dans le film : « Pas mal, non ? C'est français. » devient un mème en France dans les années 2010. En 2024, le Premier ministre français Gabriel Attal l'emploie afin de vanter l'attractivité économique du pays, sa croissance et la baisse de ses émissions de gaz à effet de serre,.